# Horath
Horath là một đô thị ở huyện Bernkastel-Wittlich, trong bang Rheinland-Pfalz, Đô thị Horath có diện tích 11,89 km², dân số thời điểm ngày 31 tháng 12 năm 2006 là 451 người.